# Rio Putunã
Rio Putunã är ett vattendrag i Brasilien.   Det ligger i delstaten Paraná, i den södra delen av landet, 1 000 km söder om huvudstaden Brasília.
I omgivningarna runt Rio Putunã växer i huvudsak städsegrön lövskog. Runt Rio Putunã är det glesbefolkat, med 9 invånare per kvadratkilometer.